# Мариямполе (станция)
Мария́мполе (лит. Marijampolės geležinkelio stotis) — железнодорожная станция Литовских железных дорог на линии Казлу-Руда—Алитус. Расположена в центральной части города Мариямполе. Рядом находится городской автовокзал (лит. Marijampolės autobusų stotis). Вокзальный комплекс включен в Регистр культурных ценностей Литовской Республики, охраняется государством (код 25985).

## История
Станция была открыта в 1924 году в составе строительства открылось движение на линии Казлу-Руда — Шяштокай (1921—1924 гг.). Здание вокзала было построено в 1923—1925 гг. по проекту каунасского инженера Э. А. Фрикаса. Двухэтажное кирпичное здание выполнено в стиле модерн, одно из самых богато украшенных объектов такого типа в Литве.
Планировка здания асимметричная, с учётом функционального зонирования для пассажирских и служебных помещений: центральная часть занята просторным вестибюлем, в левой части расположены кассы, багажные и административными помещениями. С левой стороны располагались буфет, залы ожидания, туалеты (цокольный этаж). На втором этаже находились служебные помещения. Фасады сложены из красного кирпича, венчающие карнизы и межэтажные пояса отделаны светлой штукатуркой. Здание венчает остроконечная водонапорная башня с черепичной крышей. 
Реставрация вокзала проводилась в 1994—1997 годах, 2004 и 2014 годах.

## Деятельность

### Пассажирское сообщение
По состоянию на 2019 год пригородными поездами Мариямполе связан с Казлу-Руда и Каунасом.

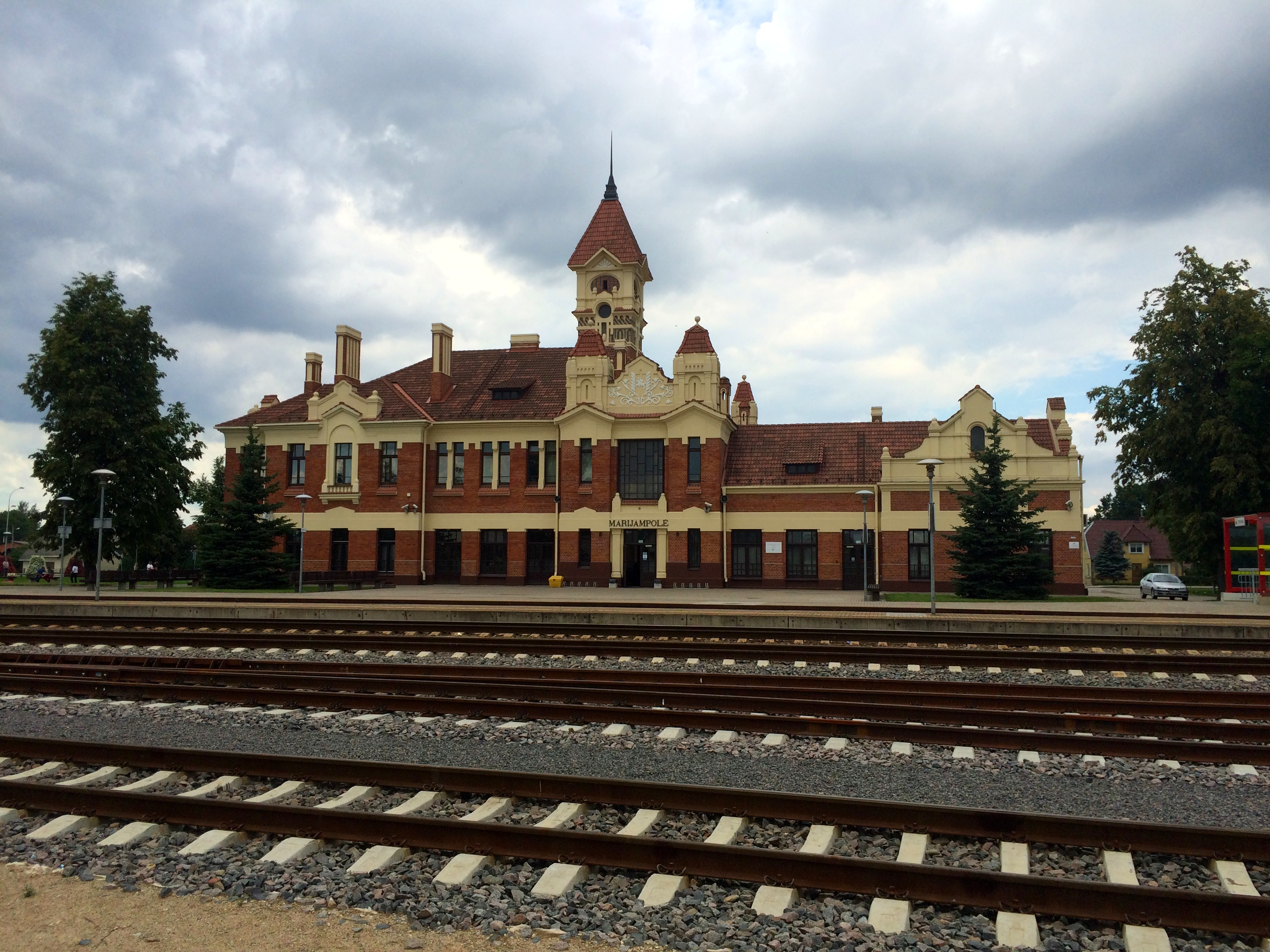
Вокзал со стороны ж/д путей
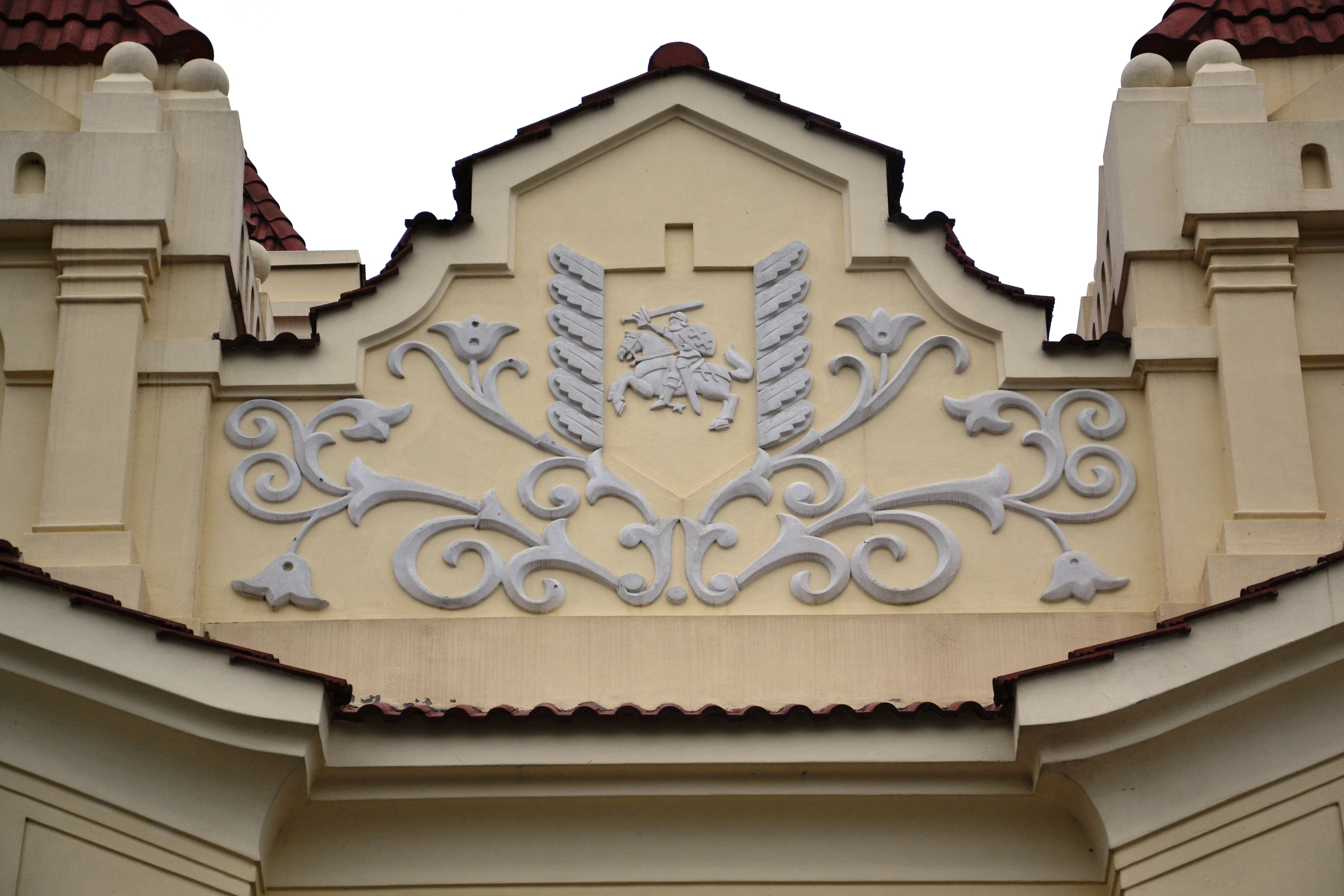
Лепной декор фасада
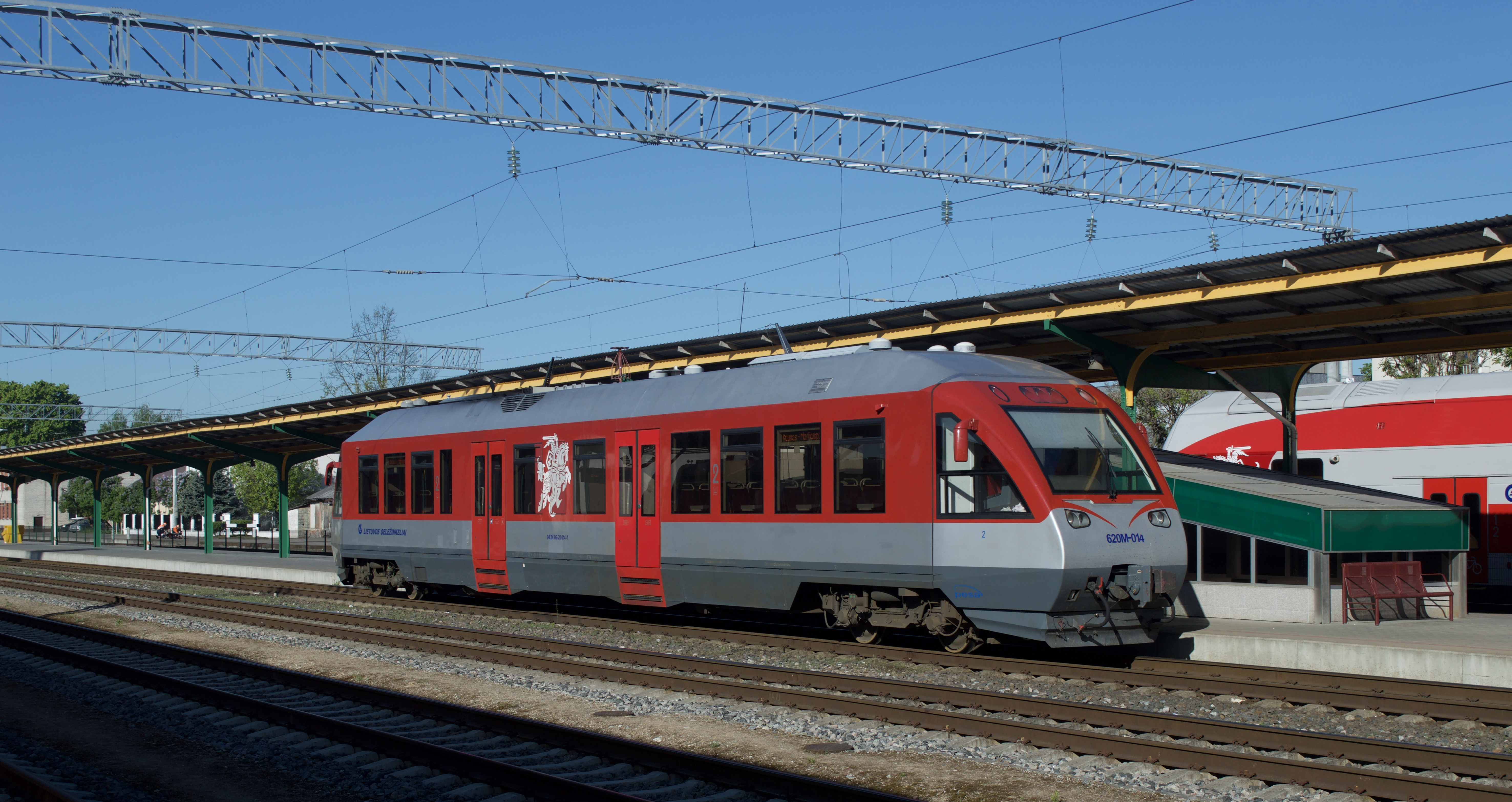
Автомотриса 620M-014, курсирующая на маршруте Каунас — Мариамполе